# آناستروزول
آناستروزول که در بین دیگران تحت نام تجاری Arimidex فروخته می‌شود، دارویی است که علاوه بر سایر درمان‌ها برای سرطان پستان، مورد استفاده قرار می‌گیرد. به‌طور خاص برای سرطان پستان از گیرنده‌های مثبت هورمون استفاده می‌شود. همچنین از این دارو برای جلوگیری از سرطان پستان برای افراد در معرض خطر استفاده شده‌است.
عوارض جانبی رایج آناستروزول شامل گرگرفتگی، تغییر حالت، درد مفاصل و حالت تهوع است. عوارض جانبی شدید شامل افزایش خطر ابتلا به بیماری‌های قلبی و پوکی استخوان است. استفاده از این دارو در دوران بارداری ممکن است به کودک آسیب برساند. آناستروزول در خانواده داروهای مهارکننده آروماتاز است. این کار با مسدود کردن تولید استروژن‌ها در بدن کار می‌کند و از این رو اثرات ضد استروژن دارد.
آناستروزول در سال ۱۹۸۷ ثبت اختراع شد و در سال ۱۹۹۵ برای مصارف پزشکی مورد تأیید قرار گرفت. این دارو در فهرست داروهای ضروری سازمان بهداشت جهانی قرار دارد که، ایمن‌ترین و موثرترین داروهای مورد نیاز در یک سیستم بهداشتی است. آناستروزول به عنوان داروی عمومی در دسترس است. هزینه عمده فروشی در کشورهای در حال توسعه حدود ۱٫۹۲–۳۰٫۶۰ دلار در ماه است. در ایالات متحده هزینه عمده فروشی در حدود ۳٫۸۱ دلار در ماه است. در سال ۲۰۱۷، این دارو ۲۵۸مین داروی رایج در ایالات متحده بود که بیش از یک میلیون نسخه از آن وجود داشت.

## فرم‌های موجود
آناستروزول به شکل قرص خوراکی یک میلی‌گرمی موجود است. هیچ شکل یا روش مصرف دارو جایگزینی در دسترس نیست.

## فارماکوکینتیک
آناستروزول به سرعت و تقریباً به‌طور کامل از مسیر گوارشی جذب می‌شود و اوج غلظت پلاسمائی آن طی ۲ ساعت حاصل می‌شود. غذا باعث کاهش سرعت جذب می‌شود اما این مورد از لحاظ بالینی مهم نمی‌باشد. آناستروزول به میزان ۴۰٪ به پروتئین‌های پلاسما متصل می‌شود. در کبد متابولیزه می‌گردد و از طریق ادرار دفع می‌شود که عمدتاً به شکل متابولیت‌ها می‌باشد. نیمه‌عمر حذف نهایی آن حدود ۵۰ ساعت می‌باشد و غلظت‌های پایدار آن بعد از حدود ۷ روز در بیمارانی که روزانه یک دوز دریافت کرده‌اند حاصل می‌شود.